# Guaymas
Guaymas è una municipalità dello stato di Sonora nel Messico settentrionale, il cui capoluogo è la località di Heroica Guaymas de Zaragoza.
Conta 158.046 abitanti (2010) e ha una estensione di 7.987,23 km².